# ワールドサッカー ウイニングイレブン 2010
『ワールドサッカー ウイニングイレブン 2010』（英語表記：WORLD SOCCER Winning Eleven 2010、欧州名：Pro Evolution Soccer 2010）とは、コナミデジタルエンタテインメントから発売されたウイイレシリーズの14作目（PS（2000も含む。）、PS2、PS3の通算。Jリーグ版、ファイナルエヴォリューション等は除く）。略称は『ウイイレ 2010』。ウィニングイレブンシリーズ生誕15周年記念作品。

## 概要
イメージキャラクターはリオネル・メッシとフェルナンド・トーレス。実況は前作に続き、ジョン・カビラ。
今回のキーワードは2つ。「突破せよ。」「速攻をかけろ。」

## 新要素
UEFAヨーロッパリーグの追加
グラフィック
選手のモデリングにより本物そっくりに。
スタジアムのつくりこみ、陰影の表現がリアルになり試合の臨場感アップ。
逆光を加えることで立体感がアップ。
MGS4で次世代機の開発ノウハウをつかんだためグラフィックが2009と比べ格段に向上した。
モーション・AI
ドリブルが8方向から360度どの方向にもいけるようになった。
これにより微妙な角度が調整できるので細かいドリブルが可能に。
新たに加わったモーション300種類以上と新フェイント7種類追加。(ソロステップオーバー、ステップキックなど)
スライダーの追加
これの追加により、細かい戦術の設定が出来る。
チーム全体のプレイスタイルを明確に決められる。
これを調整すればカウンター主体、パス主体などを考慮して選手が動く。
その他
スキルに変わってプレイスタイルカードを導入。選手に特徴的な動きをさせることが出来る。
新スタジアムを追加（アンフィールド、オールド・トラフォード、埼玉スタジアム2002）。

## ライセンス

### 代表チーム
太字はライセンス取得チーム
- ヨーロッパ (35チーム)
  - アルバニア
  - オーストリア
  - ベルギー
  - ボスニア・ヘルツェゴビナ (新)
  - ブルガリア
  - クロアチア
  - チェコ 
  - デンマーク
  - イングランド
  - フィンランド
  - フランス
  - ドイツ
  - ギリシャ
  - ハンガリー
  - アイルランド
  - イスラエル
  - イタリア
  - モンテネグロ (新)
  - オランダ
  - 北アイルランド
  - ノルウェー
  - ポーランド
  - ポルトガル
  - ルーマニア
  - ロシア
  - スコットランド
  - セルビア
  - スロバキア
  - スロベニア
  - スペイン
  - スウェーデン
  - スイス
  - トルコ 
  - ウクライナ
  - ウェールズ
- アフリカ (13チーム)
  - アンゴラ (新)
  - ブルキナファソ
  - カメルーン
  - コートジボワール
  - エジプト
  - ガーナ
  - ギニア (新)
  - マリ (新)
  - モロッコ (新)
  - ナイジェリア
  - セネガル
  - 南アフリカ
  - トーゴ (新)
  - チュニジア
- 北・中・南米 (16チーム)
  - カナダ
  - コスタリカ
  - ホンジュラス (新)
  - メキシコ
  - トリニダード・トバゴ (新)
  - アメリカ
  - アルゼンチン
  - ボリビア (新)
  - ブラジル
  - チリ
  - コロンビア
  - エクアドル
  - パラグアイ
  - ペルー
  - ウルグアイ
  - ベネズエラ (新)
- アジア/オセアニア (16チーム)
  - オーストラリア
  - バーレーン (新)
  - 中国
  - イラン
  - イラク (新)
  - 日本
  - クウェート (新)
  - 北朝鮮 (新)
  - オマーン (新)
  - カタール (新)
  - サウジアラビア
  - 韓国
  - シリア (新)
  - タイ
  - UAE
  - ウズベキスタン (新)

### クラブチーム
- リーガ・エスパニョーラ
  - 一部クラブ実名（FCバルセロナ、レアル・マドリード、バレンシアCF、セビージャFCなど）
- セリエA
  - 全クラブ実名（ただしその前のシーズンにセリエAを制したインテルにはスクデットが、コッパ・イタリアを制したラツィオにはコッカルダが付けられていない。）
- リーグ・アン
  - 全クラブ実名
- プレミアリーグ
  - リヴァプールFC、マンチェスター・ユナイテッドFCのみ実名。ただしリーグの他チームも、チーム名は偽名だが選手名は実名。
- エールディヴィジ
  - 全クラブ実名
- スコティッシュ・プレミアリーグ
  - セルティックFC、グラスゴー・レンジャーズFC、アバディーンFC、ハート・オブ・ミドロシアンFCが実名で登場。

この他にも スィヴァススポルなどが実名で登場する。

## ゲームモード
- UEFA チャンピオンズリーグ
- マッチ
- レジェンズ
  - ビカム・ア・レジェンドで作成した選手を使って、友達と対戦したり、チームを作って協力プレーが行える。
- ビカム・ア・レジェンド
  - 1人の選手として、試合で経験を積みながらチームに貢献する。
- マスターリーグ
  - 好きなチームを運営し、選手を育てたり、交渉で他のチームから選手を獲得しながら、チームを強くする。
- エディット
  - 選手の能力値の変更・チームの編集が行える。また、オリジナルの選手やチームを作ることも可能。

## ウイニングイレブン プレーメーカー2010
前作、PM2009の操作に改良・調整が加えられたほか、グラフィックをWiiに最適化させた。
- プレーエネルギー（一時的な体力）という要素が追加され、一人の選手による強引な突破といった非現実的なプレイがより困難となった。
- マスターリーグでは試合ごとにプレイメーカースタイル（Wiiリモコン&ヌンチャクによる操作）とクラシックコントローラを用いた従来型の操作（ウイイレスタイル）を変更可能になった。
- オンライン対戦でチャンピオンズロード、マスターリーグ、マイチームのデータを使用可能になった。

## ワールドサッカー ウイニングイレブン2010 蒼き侍の挑戦
ジャパンチャレンジモードが追加された『ウイイレ2010』のマイナーチェンジ版。Wii版のタイトルは『ウイニングイレブン プレーメーカー2010 蒼き侍の挑戦』。パッケージにはメッシとトーレスに加え、背景に日本代表主力メンバーのポリゴンキャラが描かれている。

### 無印からの変更点
以下、無印とは『ワールドサッカー ウイニングイレブン 2010』『ウイニングイレブン プレーメーカー2010』を指す。
- 日本代表がインターナショナル・カップ[7] に挑戦するジャパンチャレンジモードが追加。
- オンライン対戦において、無印との互換性は無い。
- ニュージーランドのナショナルチームが追加された。
- PSP版としては初めて実況音声が搭載された。
- Wii版ではプレイメーカー操作（Wiiリモコン&ヌンチャクによる操作）とウイイレ操作（クラシックコントローラによる操作）との対戦が初めて可能となった。
- Wii版では360度ドリブル（無印Wii版では間に合わなかった）など新機能の追加や調整がされた。